# Richard Dietrich (Flugzeugkonstrukteur)

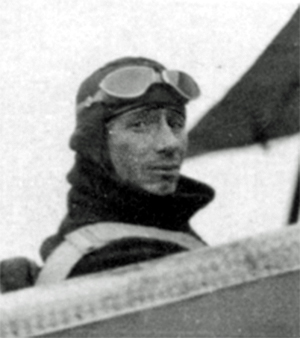
Richard Dietrich

Richard Josef Dietrich (* 28. März 1894 in Mannheim; † 28. Dezember 1945 im NKWD-Speziallager Fünfeichen in Neubrandenburg) war ein deutscher Flugzeug-Konstrukteur und Unternehmer.

## Leben

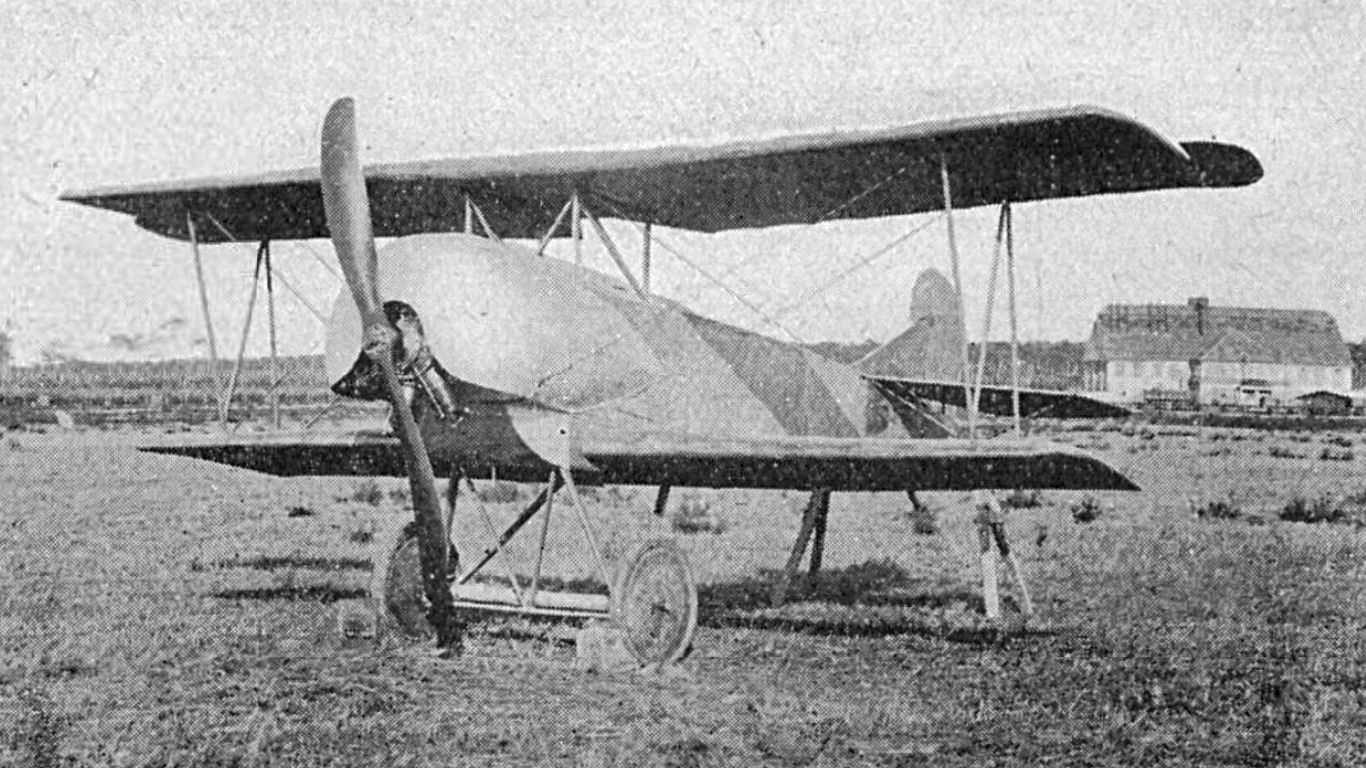
Dietrich DP I „Sperber“ 1922 in der L’Aéronautique

### Vorkriegszeit bis 1914
Richard Dietrich wurde als Sohn eines Möbelfabrikanten geboren. Er besuchte in seiner Geburtsstadt die Volksschule und wechselte anschließend auf das Gymnasium, das er 1900 mit der Untersekunda abschloss. Mit 18 Jahren begann er im Oktober 1912 in Bruno Hanuschkes Flugschule in Johannisthal eine Pilotenausbildung, wobei er beim ersten Alleinflug im Dezember die Maschine beschädigte und bei der folgenden Reparatur erste Erfahrungen mit dem Flugzeugbau sammelte. Auch sein nächster Flug am 13. Januar 1913 endete mit einer Bruchlandung und wiederum mussten Dietrich und sein Fluglehrer den Apparat instand setzen. Nebenbei bauten Hanuschke und sein als Volontär fungierender Schüler ein neues Flugzeug, wobei Dietrich auch erste Kenntnisse in der Konstruktion erwarb. Das Flugzeug flog im Oktober des Jahres erstmals erfolgreich. Da seine Flugausbildung beim Bau vernachlässigt worden war, wechselte Dietrich im Anschluss zur Flugschule von Hans Grade in Bork, dem heutigen Borkheide, und erwarb am 8. November 1913 seinen Flugschein. Er gehörte zu den sogenannten Alten Adlern, den 817 Flugpionieren, die schon vor Ausbruch des Ersten Weltkrieges die Flugzeugführerprüfung bestanden. Für seinen ersten Flug nach Abschluss der Ausbildung, der insgesamt sein 21. war, erhielt er die mit 1000 ℳ dotierte Stundenprämie der Nationalflugspende, mit der er von Grade ein eigenes Flugzeug erwarb und damit als Erster am 29. März 1914 seine Heimatstadt Mannheim überflog. Der mit seinem Bruder Karl geplante Bau eines eigenen Flugzeugs mit dem Namen „Mannheim“ scheiterte am Ausbruch des Ersten Weltkriegs.

### Kriegsdienst 1914–1918
Im August 1914 trat Richard Dietrich als Kriegsfreiwilliger der Fliegertruppe bei und erhielt bei der Flieger-Ersatz-Abteilung 3 in Griesheim eine Ausbildung als Beobachtungspilot der Artillerie. Im Mai 1915 kam Dietrich als Unteroffizier bei der Feldflieger-Abteilung FFA 5 in Lille und kurze Zeit später bei der FFA 24 (ab Okt. 1916 Fliegerabteilung Artillerie FA(A) 264) zum Einsatz. Dietrich flog auf Flugzeugen vom Typ Albatros B mit Beobachtern Aufklärungseinsätze für die Artillerie hinter den feindlichen Frontlinien. Im Juni 1916 erhielt Dietrich das EK I. Klasse. Im Mai 1917 wurde Dietrich zur Fliegerabteilung FA28 im rumänischen Braila versetzt, wo er als Jagdflieger zur Bekämpfung feindlicher Beobachtungsballons mit Halberstadt D Flugzeugen zum Einsatz kam. Nach der Mackensen Offensive in Rumänien wurde Dietrich nach zweijährigem Fronteinsatz im Oktober 1917 aus dem aktiven Frontdienst abgezogen. Dietrich wurde für die Bauabnahme in die AEG-Werke in Hennigsdorf abgeordnet. Im März 1918 wurde Dietrich von der in seiner Heimatstadt Mannheim ansässigen Rhenania Motoren Werke AG (RHEMAG) als Werkspilot angefordert. Dietrich schied aus dem Militärdienst aus und kehrte im Frühjahr 1918 in seine Heimatstadt Mannheim zurück.

### Zeiten des Bauverbots 1919–1922
Unmittelbar nach Ende der Kampfhandlungen gründete Richard Dietrich im Januar 1919 in Mannheim die Fliegergruppe Mannheim, die sich zunächst als Interessensvertretung ehemaliger Frontflieger und deren Angehöriger gegenüber Behörden und bei Amtsangelegenheiten verstand. Ebenso setzte sich die Gruppe für die Einrichtung einer Mannheimer Fliegerstation und die Gründung eines Mannheimer Luftverkehrs ein. Im März 1919 war Dietrich an der Gründung der Mannheimer Luftverkehr GmbH beteiligt, deren Geschäftsführung er nach Schließung der Rhemag im Dezember 1919 übernahm. Für die Fliegergruppe erwarb Dietrich 1919 einen LVG C.VI Doppeldecker aus Heeresbeständen, der in Sandhofen stationiert wurde. Im Oktober 1919 organisierte die Mannheimer Fliegergruppe das erste öffentliche Nachkriegsschaufliegen in Mannheim auf der Rennwiese, an dem auch der Luftakrobat Fritz Schindler teilnahm. Für den Mannheimer Luftverkehr erwarb Dietrich außerdem vom Reichsschatzministerium einige nicht mehr fertiggestellte Kriegsflugzeuge, die Dietrich auf die Belange des Personentransports umbauen und fertigstellen wollte. Auf Grund des Bauverbots für Luftfahrzeuge kam es hierzu allerdings nicht mehr. Auf französische Veranlassung hin musste Dietrich die eingelagerten Flugzeuge Mitte 1920 verschrotten. Während der Bauverbotszeit besuchte Dietrich die Rheinische Ingenieurschule Mannheim, wo er mit dem Dozenten Geyer erste Konstruktionsentwürfe für einen Passagier-Doppeldecker entwarf.

### Luftfahrt-Unternehmer 1921–1926
Für den Bau eines Prototyps gründete Richard Dietrich am 21. März 1921 in Mannheim den Richard Dietrich Flugzeugbau. In einer kleinen Werkstatt in der Großen Merzelstraße 23 entstand Anfang 1922 noch während der Phase des Bauverbots der Prototyp des Dietrich Passagier Doppeldeckers DPD. Neben Dozent Geyer gehörten der spätere Werksmeister Andreas Pöhlmann und der Student der Rheinischen Ingenieurschule Max Gerner zu den frühesten Mitarbeitern Dietrichs. Bei Aufhebung des Bauverbots am 5. Mai 1922 war die inzwischen als Dietrich DP.I bezeichnete Maschine fast fertiggestellt. Sie absolvierte am 7. Juni 1922 ihren Erstflug in Sandhofen. Neben Ernst Udet und Walter Rieseler gehörte Richard Dietrich damit zu den Gründungsvätern des Sportflugzeugbaus in Deutschland nach dem Ersten Weltkrieg.
Anfang 1923 verlagerte Richard Dietrich die Richard Dietrich Flugzeugbau GmbH von Mannheim nach Kassel. Dort gründete Dietrich mit den dem Belgier Anatole Gobiet gehörenden Motorenwerken A. Gobiet & Co. in Kassel und Rotenburg an der Fulda die Dietrich-Gobiet Flugzeugbau AG für den Serienbau von Dietrich-Flugzeugen. Die aus der DP.I weiterentwickelte, kunstflugtaugliche Dietrich DP.IIa Bussard gehörte zu den erfolgreichsten Serienflugzeugen der Dietrich-Gobiet-Werke. Zum hohen Bekanntheitsgrad der Dietrich-Gobiet Flugzeugwerk AG trugen seit 1924 maßgeblich die beiden Werkpiloten Antonius Raab und Kurt Katzenstein bei, die mit DP.IIa Flugzeugen auf fast allen größeren Flugtagen mit ihren Kunstflugvorführungen auftraten und bei Wettbewerbsflügen die vorderen Ränge erreichten. Nach Streitigkeiten zwischen Gobiet und Dietrich schied Anatole Gobiet Ende 1924 aus der Unternehmensführung aus. Dietrich führte das Unternehmen als Dietrich Flugzeugbau AG ab 1925 alleine weiter. Neben dem leistungsstarken, kunstflugtauglichen Doppeldeckern hatte Dietrich inzwischen die Bedeutung eines kleinen, kostengünstigen und einfach zu fliegenden Flugzeugs für die Verbreitung des Flugsports in weiten Teilen der Bevölkerung erkannt. Mit seinem Produktionsleiter Erich Gammelin beschäftigte sich Dietrich bereits seit 1924 mit dem Entwurf mehrerer Versuchsflugzeuge, bei denen Richard Dietrich auch mit Walter Rieseler zusammen arbeitete. Nach mehreren Rückschlägen entstand am Ende der „Luftford“-Idee Dietrichs 1925 der Hochdecker Dietrich DP.IX, der allerdings auf Grund wirtschaftlicher Probleme der Dietrich Flugzeugbau AG nur noch in geringen Stückzahlen gebaut wurde.
Im Sommer 1925 geriet die Dietrich Flugzeugwerk AG zunehmend in wirtschaftliche Probleme. Streitigkeiten über die Unternehmensführung zwischen Antonius Raab und Richard Dietrich führten im Oktober 1925 zum Ausscheiden von Antonius Raab, woraufhin der überwiegende Teil der übrigen Führungskräfte ebenfalls das Werk verließ. Im November 1925 beantragte Richard Dietrich ein Geschäftsaufsichtsverfahren, aus dem das Unternehmen zwar Anfang 1926 noch einmal entlassen wurde. An eine Wiederaufnahme des Produktionsbetriebs nach dem fast vollständigen Weggang der Belegschaft war 1926 aber nicht mehr zu denken. Richard Dietrich stellte in Kassel noch den Prototyp der als Nachfolgemuster für die DP.IIa entwickelten DP.XI fertig.

### Übergangsjahre 1927–1933
Ende 1926 verlagerte Richard Dietrich die Reste seines Betriebs von Kassel nach Berlin auf den Flugplatz in Teltow. Gegen die inzwischen in Kassel gegründete Raab-Katzenstein Flugzeugwerk GmbH und seinen früheren Konstruktionsleiter Paul Hall führte Richard Dietrich noch einige Jahre erfolglose Urheberrechtsprozesse bzgl. der Verwendung von Konstruktionsmerkmalen der Dietrich DP.XI bei der Raab-Katzenstein Kl.1. In Teltow nahm Dietrich hauptsächlich beratende Dienstleistungsfunktionen wahr. Dietrich war im Sommer 1927 für den Filmproduzenten Arthur Ziehm tätig und bereitete für Drehaufnahmen des Films „Der rote Kampfflieger“ auf dem Flugplatz Bork die Kulisse eines Einsatzflugplatzes aus dem Ersten Weltkrieg vor und beschaffte für die Dreharbeiten zahlreiche DP.IIa und Udet-Flugzeuge auf eigene Kosten. Die Filmgesellschaft ging allerdings vor Beginn der Dreharbeiten in Konkurs. Richard Dietrich musste auf eine Entschädigung seiner finanzieller Vorleistungen verzichten und löste seinen Betrieb in Teltow auf. Auf Grund der finanziellen Probleme und weiterer familiärer Probleme unternahm Richard Dietrich Ende 1927 zwei Selbstmordversuche, von denen er einen schwer verletzt überlebte.

### Dietrich im Nationalsozialismus 1933–1945
Richard Dietrich trat 1933 dem neu gegründeten Reichsluftfahrtministerium bei und wechselte 1934 zur Mühlenbau und Industrie AG (MIAG) nach Braunschweig. Auf Basis der Dietrich DP.XI entstand bei der MIAG unter Richard Dietrichs Leitung die MIAG-Dietrich MD12, deren Prototyp allerdings mangels Interesse des Reichsluftfahrtministeriums ein Einzelstück blieb. Die MIAG-Dietrich MD12 war Dietrichs letzter vollständiger Flugzeugentwurf. Dietrich blieb bis 1938 im Konstruktionsbüro der MIAG im Rahmen von Reparatur- und Sonderkonstruktionen, wie z. B. abwerfbare Tragflächentanks tätig. Nach dem Anschluss Österreichs wechselte Richard Dietrich 1938 nach Wien Atzgersdorf, um dort ein stillgelegtes MIAG-Werk als Flugzeugreparaturbetrieb für die Luftwaffe einzurichten und dessen technische Leitung zu übernehmen. Mit dem Verkauf des MIAG-Werks in Atzgersdorf kam Dietrich 1941 zur Wiener Neustadt Flugzeugbaubetrieb WNF, in deren Auftrag er das Werk in Atzgersdorf bis zum Kriegsende leitete. Er wurde im April 1945 in Wien von der sowjetischen Besatzungsmacht verhaftet. Vermutlich war hierfür neben seiner leitenden Tätigkeit in einem Rüstungsbetrieb auch die Beschäftigung tschechischer und jugoslawischer Zwangsarbeiter im WNF-Werk in Atzgersdorf maßgeblich. Später wurde er zunächst für verschollen und 1950 für tot erklärt. Wie sich später herausstellte, war er am 28. Dezember 1945 in Neubrandenburg (Mecklenburg) im Speziallager Nr. 9 Fünfeichen des sowjetischen Geheimdienstes NKWD gestorben und in einem Massengrab beigesetzt worden.
In seinen Memoiren schreibt der Chefpilot der Firma, Antonius Raab, Dietrich habe 1925 „seine Sympathien für die Nazi-Partei entdeckt“ und versucht, die nicht „rein arischen“ Kurt Katzenstein und Gobiet, die ihm Geld und Ruhm eingebracht hätten, auszubooten. Dietrich selbst habe 1942 in seinem Buch Im Flug über ein halbes Jahrhundert geschrieben, dass „die Juden“ sein Unternehmen zerstört hätten.